# Nepanthia pedicellaris
Nepanthia pedicellaris är en sjöstjärneart som beskrevs av Fisher 1913. Nepanthia pedicellaris ingår i släktet Nepanthia och familjen Asterinidae. Inga underarter finns listade i Catalogue of Life.